# Köllupõli
Köllupõli, auch Köllu laht, ist eine Bucht in der Landgemeinde Saaremaa im Kreis Saare auf der größten estnischen Insel Saaremaa. Sie wird von Muraja poolsaar im Osten und Möhksa säär im Westen begrenzt. Sie liegt im Naturschutzgebiet Kahtla-Kübassaare hoiuala. 
In der Bucht liegen die beiden Inseln Püistenasu und Püistekare.
Die Bucht ist 1,5 Kilometer breit und schneidet sich 1,3 Kilometer tief ins Land ein.